# Trelleborgagölen
Trelleborgagölen är en sjö i Vetlanda kommun i Småland och ingår i Emåns huvudavrinningsområde. Trelleborgagölen ligger i Svarta håls vildmark Natura 2000-område.